# Martinsyde
Martinsyde fou una empresa britànica fabricant d'avions i motocicletes que tingué activitat entre 1908 i 1922, quan hagué de tancar a causa d'un incendi a la fàbrica.

## Història
El 1908, H.P. Martin i George Handasyde s'associaren per a fundar una empresa anomenada Martin & Handasyde. El seu primer monoplà (No.1) el van construir el 1908–1909; van aconseguir envolar-lo però va ser destruït en una tempesta. Ambdós socis van continuar construint avions, en gran part monoplans, tot i que el producte que va convertir Martin-Handasyde en una empresa d'èxit va ser un biplà, l'S.1 de 1914,
El 1915, l'empresa es va canviar el nom per Martinsyde Ltd i es va convertir en el tercer fabricant d'avions britànic durant la Primera Guerra Mundial, amb hangars a Brooklands i una gran fàbrica a la propera Woking.

## Motocicletes Martinsyde

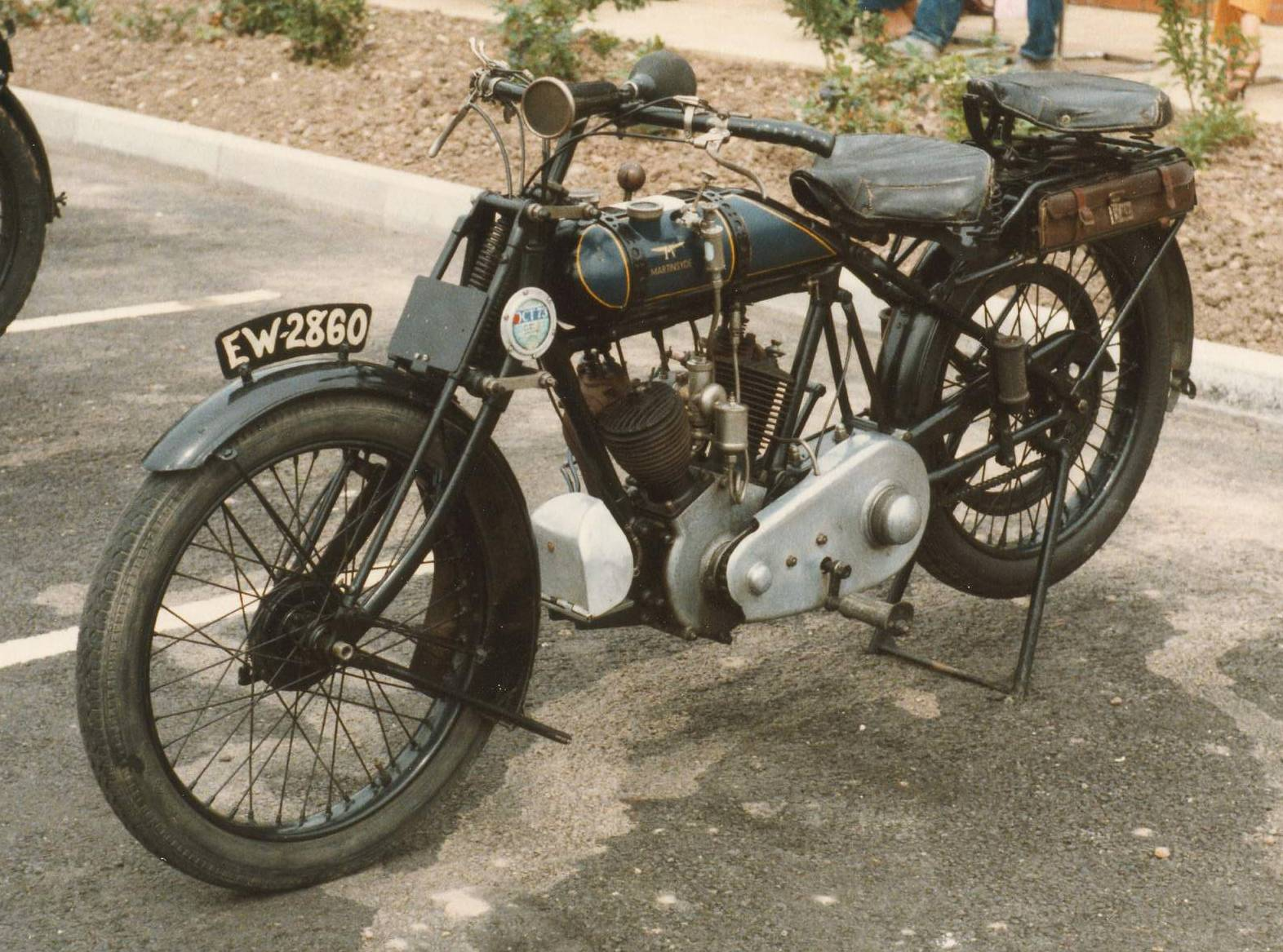
Motocicleta Martinsyde model C, 498 cc. (1922)

Martinsyde va començar a fabricar motocicletes a partir del 1919, després d'haver comprat els drets de disseny del motors de Howard Newman, entre els quals n'hi havia un de monocilíndric de 350 cc i un de bicilíndric en V (V-twin) de 677 cc amb un disseny inusual d'escapament d'entrada superior. El motor 680 es va instal·lar en un xassís de tipus diamant amb forquilles Brampton.
Martinsyde va haver de superar problemes amb alguns components abans de poder llançar la seva nova gamma, inicialment amb el nom comercial de Martinsyde-Newman fins que el tercer soci, Newman, va deixar la companyia (Newman també va participar en la fabricació i el disseny de motocicletes Ivy). La motocicleta V-twin duia palanca de canvi manual i una caixa de canvis de tres velocitats construïda sota llicència d'AJS. El motor de Martinsyde era molt flexible i es va fer popular a les competicions de trial de l'època, modalitat en què els monocilíndrics de la marca van aconseguir ràpidament reputació de fiabilitat a Brooklands, on Martinsyde va guanyar el premi per equips el 1922, i als Sis Dies d'Escòcia de Trial.
Les motocicletes Martinsyde s'oferien amb sidecar. A la Martinsyde 680 la va seguir el 1920 un model de 500 cc, amb versió esportiva el 1921. El 1922, Martinsyde va produir un V-twin esportiu de 738 cc, anomenat Quick Six, que lliurava 22 CV i podia atènyer els 130 km/h. El motor presentava l'entrada normal de l'escapament superior i la vàlvula lateral de la marca, però amb pistons Ricardo, volants equilibrats de precisió, totes les peces alternatives alleugerides, bieles d'acer de níquel mecanitzades per tot arreu i caixa de canvis de tres velocitats de relació tancada.
El 1922, Martinsyde experimentava amb nous dissenys, alguns d'ells amb engranatges de vàlvules controlades per molles de fulla, quan la fàbrica de Woking va ser destruïda per un incendi, cosa que va obligar l'empresa a entrar en liquidació després d'haver produït més de 2.000 motocicletes. Els drets de fabricació de les motocicletes Martinsyde van ser adquirits per Bat Motor Manufacturing Co. Ltd, la qual va produir diverses motocicletes bicilíndriques el 1924 i el 1925 abans de cessar la producció.

## Avions Martinsyde

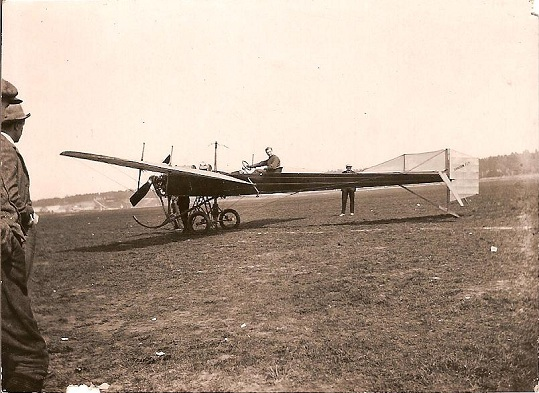
Un Martin-Handasyde No.4B Dragonfly de 1911 a Brooklands

Entre els avions dissenyats per Martinsyde hi havia aquests:
- Martin-Handasyde No.3 - avió esportiu, 1910
- Martinsyde S.1 - monoplaça militar, 1914
- Martinsyde G.100 i G102 "Elephant" – avió militar a partir de 1915. Se'n van produir 171
- Martinsyde RG
- Martinsyde F.1
- Martinsyde F.2
- Martinsyde F.3 – disseny d'empresa privada amb motor Rolls-Royce Falcon. Només se'n van produir unes poques unitats a causa de la manca de motors disponibles
- Martinsyde F.4 Buzzard – avió de caça militar, l'F.3 amb motor Hispano-Suiza
- Martinsyde Semiquaver - avió de curses

El 1924, l'Aircraft Disposal Company (ADC) va fer servir diversos marcs excedents del Buzzard per a muntar-hi un nou motor, l'Armstrong Siddeley Jaguar radial, i vendre'ls com a "Martinsyde ADC.1". L'ADC va crear també un model basat en l'F.4: l'"ADC Nimbus", un prototip del qual se'n varen fer 2 unitats. La companyia també va fabricar els avions BE.2c i S.E.5a com a empresa subcontractada.